# Твердотельная аккумулирующая электростанция

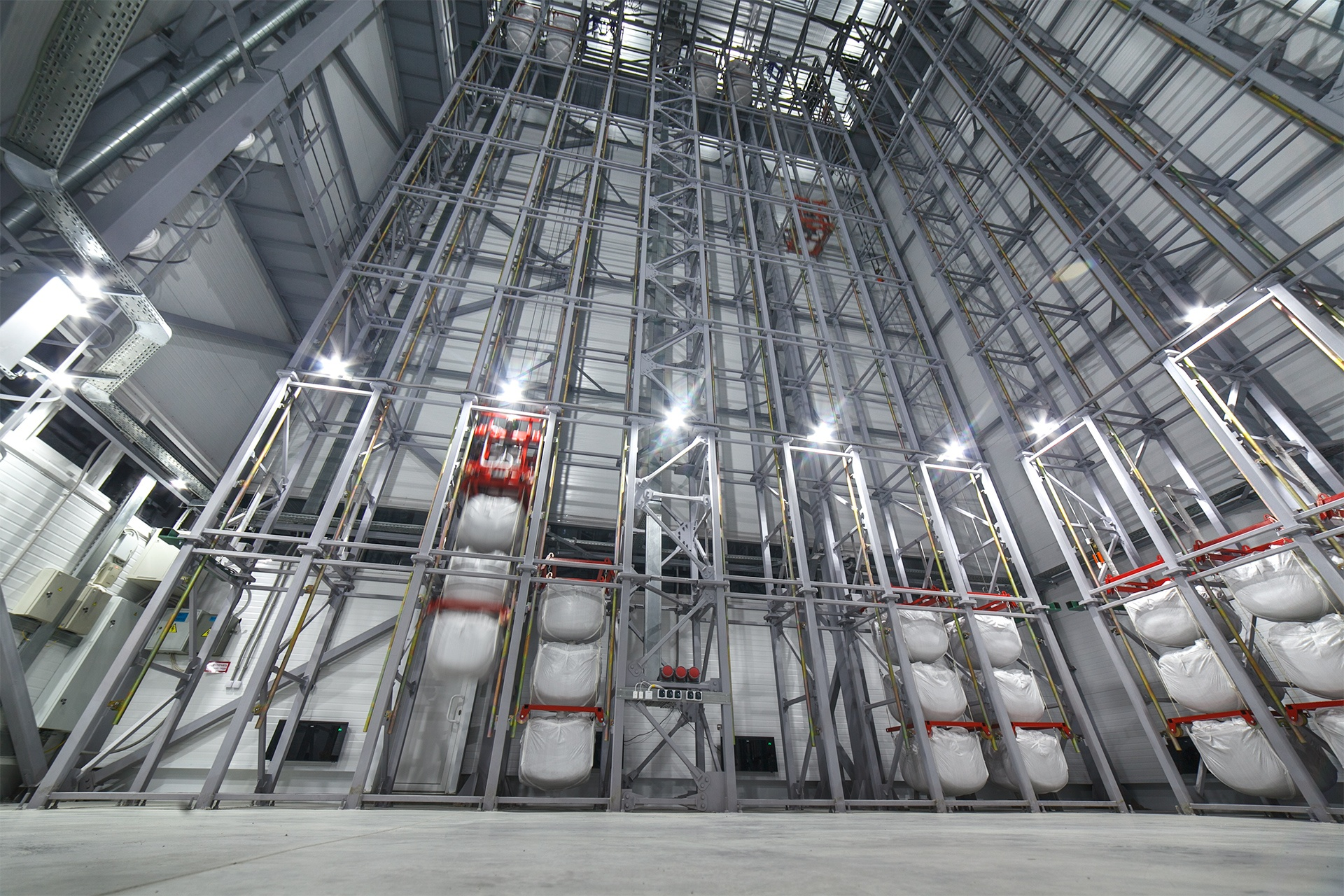

Твердотельная аккумулирующая электростанция (ТАЭС) — гравитационный накопитель энергии промышленного масштаба, предназначенный для устранения дисбаланса между спросом и потреблением электроэнергии в крупных энергосистемах, в том числе на основе возобновляемых источников энергии.

## Принцип работы
Принцип работы ТАЭС основан на потреблении электроэнергии при вертикальном поднятии грузов на высоту нескольких сотен метров и ее выработке при опускании грузов под действием силы тяжести. Грузы изготавливаются из местной почвы или золы. Здание ТАЭС не имеет перекрытий и окружено ветрозащитой. Накопитель возводится специально разработанными строительными манипуляторами, которые взаимодействуют друг с другом и управляются удалённо.
Действие ТАЭС схоже с работой гидроаккумулирующей электростанции, однако у первой есть ряд преимуществ. В частности, для ТАЭС не нужен перепад высот и водоёмы, от объёма которых напрямую зависит энергоёмкость ГАЭС. От систем накопления энергии на основе литий-ионных аккумуляторов ТАЭС отличается тем, что не содержит химических компонентов, которые негативно влияют на окружающую среду.
КПД ТАЭС составляет не менее 80 %, срок службы — 50 лет. Нормированная стоимость хранения энергии (LCOS) для ТАЭС на 16 % ниже, чем у литий-ионных аккумуляторов, и на 72 % ниже, чем у ГАЭС (расчёт для накопителей 200 МВт/800 МВт·ч) .
Технологию ТАЭС изобрела и развивает компания «Энергозапас» из новосибирского Академгородка.

## История
2012 год — начало проработки технических решений для ТАЭС.
2016 год — создание лабораторной установки мощностью 100 Вт и высотой 2,7 метра.
2017 год — создание прототипа ТАЭС мощностью 10 кВт и высотой 20 метров.
2021 год — завершение разработки строительных манипуляторов для автоматизированного возведения ТАЭС.
Опытно-промышленную ТАЭС планируется создать к 2023 году.